# Ocupação estadunidense de Cuba (1906–1909)
Essa ocupação não deve ser confundida com a Intervenção do Açúcar (1917-1922).
A Segunda Ocupação de Cuba  ou Pacificação de Cuba foi uma grande operação militar dos Estados Unidos, que começou em setembro de 1906. Após o colapso do regime do presidente Tomás Estrada Palma, o presidente Theodore Roosevelt ordenou a invasão de Cuba e estabeleceu uma ocupação militar que iria continuar por quase quatro anos. O objetivo da operação era evitar confrontos entre os cubanos, proteger interesses econômicos norte-americanos e realizar eleições livres. Após a eleição de José Miguel Gómez, em novembro de 1908, Cuba foi considerada estável o suficiente para permitir uma retirada das tropas americanas, que foi concluída em fevereiro de 1909.

## Antecedentes
Cuba e os Estados Unidos assinaram o Tratado de Relações Cubano-Americano de 1903 (Emenda Platt) em 22 de maio de 1903, que foi ratificado em 1904. O Artigo III declara:
O Governo de Cuba consente que os Estados Unidos possam exercer o direito de intervir para a preservação da independência cubana, a manutenção de um governo adequado à proteção da vida, da propriedade e da liberdade individual, e para o cumprimento das obrigações com respeito a Cuba impostas pelo Tratado de Paris aos Estados Unidos, já a ser assumido e empreendido pelo Governo de Cuba.
O conflito entre os partidos liberais e moderados em Cuba começou durante a eleição presidencial de setembro de 1905, em que Tomas Palma e seu partido fraudaram as eleições para garantir a vitória sobre o candidato liberal, José Miguel Gómez. Devido a isso, os liberais orquestraram uma revolta em agosto de 1906. De acordo com o autor Benjamin R. Beede; tanto os liberais como o presidente Palma queriam que o exército dos Estados Unidos interviesse, com uma última esperança de usar as forças estadunidenses na supressão da rebelião. Então, quando Palma recorreu ao presidente Roosevelt para enviar o Exército dos Estados Unidos a Cuba, Roosevelt foi relutante e, em vez disso enviou o Secretário de Guerra William H. Taft e o secretário-assistente de Estado Robert Bacon, para discutir uma solução diplomática para o problema. Chegando em 12 de setembro, Taft e Bacon tentaram mediação com ambas as partes, mas Palma se recusou seriamente negociar com os líderes rebeldes. Finalmente, Palma percebeu que Roosevelt não tinha nenhuma intenção de intervir em Cuba em seu nome, assim ele renunciou a seu cargo em 28 de setembro de 1906.

## Ocupação
No dia seguinte, em 29 de setembro de 1906, o secretário Taft invocou os termos da Emenda Platt, estabelecendo o Governo Provisório de Cuba e declarando-se governador provisório de Cuba.  Em 23 de outubro de 1906, o presidente Roosevelt emitiu a Ordem Executiva 518, ratificando o pedido.  Os Estados Unidos ordenaram que a Marinha dos Estados Unidos desembarcassem uma brigada do Corpo de Fuzileiros Navais. Os marines, sob o comando do coronel Littleton Waller, ficariam para proteger os cidadãos norte-americanos e patrulhar a ilha até que o Exército dos Estados Unidos chegasse. Os rebeldes não ofereceram nenhuma resistência e, de acordo com Beede; "Ao primeiro sinal dos soldados norte-americanos, os liberais, satisfeitos com seu êxito, depuseram as armas e colaboraram com os esforços para acabar com as hostilidades." O general do exército dos Estados Unidos Frederick Funston supervisionou a rendição dos rebeldes que ocorreu antes do exército começasse a chegar. Funston renunciou logo após, porém foi substituído pelo general James Franklin Bell.
Em 6 de outubro, os soldados do exército desembarcaram pela primeira vez. A força foi originalmente chamada de "Exército de Intervenção Cubana", mas foi renomeada em 15 de outubro, por William H. Taft para "Exército de Pacificação Cubana".:63 O Congresso dos Estados Unidos e Roosevelt autorizaram o envio de 18.000 homens a Cuba para a expedição, mas o número de militares estadunidenses nunca ultrapassou 425 oficiais e 6.196 alistados. Cerca da metade das tropas do 11ª Regimento da Cavalaria, sob o coronel Earl Thomas, e outras do 2ª Regimento e da 1ª Brigada Expedicionária. Beede escreveu que o "Exército de Pacificação Cubana serviu como uma forte presença moral na ilha para incentivar a estabilidade e a obediência ao governo provisório." Muitos dos oficiais eram veteranos da Guerra Filipino-Americana e exerciam uma política rígida de disciplina e bom comportamento que impediram incidentes graves de má conduta. Uma vez que os rebeldes já haviam deposto as armas, os estadunidenses focaram na construção de estradas e postos em toda a ilha. Um total de 92 quilômetros de novas estradas foram construídas durante a ocupação e o exército abriu cerca de 30 postos diferentes espalhados através das áreas rurais e urbanas, incluindo a Base Naval da Baía de Guantánamo. O quartel general estava em Camp Columbia,:67 localizado a oeste de Havana. A malária, febre tifóide e gonorreia foram as principais preocupações para as forças armadas, entre a invasão em 1906 e retirada em 1909; 10 por cento dos soldados contraíram uma doença venérea.:67 Outra preocupação era a proteção dos canaviais de propriedade dos estadunidenses, sendo a maioria na província de Santa Clara. Para fazer isso, a maioria das guarnições militares foram estacionadas em Santa Clara, perto dos centros populacionais, e estrategicamente posicionadas ao longo de ferrovias, estradas e outras rotas de navegação utilizadas para o transporte da cana-de-açúcar. A fim de evitar futuras rebeliões, os norte-americanos organizaram uma Divisão de Inteligência Militar, para reunir informações sobre os rebeldes e outras coisas.
A Divisão de Inteligência Militar preparou uma lista dos nomes de todos aqueles que participaram na revolta de 1906 e imprimiram mapas precisos da topografia cubana. Topógrafos civis acompanharam as patrulhas de reconhecimento do exército que durariam por vários dias. Também tiraram fotografias detalhadas de todas as pontes ferroviárias e fluviais estratégicas do país. Para os oficiais e soldados que não estavam patrulhando a selva, foram designados para treinar e reorganizar a Guarda Rural Cubana ou Guardia Rural em espanhol. De acordo com Beede " escolas de treinamento militar foram criadas em Havana e noutros locais para melhorar a disciplina e a moral dos soldados. Os conselheiros também procuraram despolitizar os processos de promoção e seleção da Guardia. Até o fim da ocupação, no entanto, grande parte dos esforços do Exército para transformar a Guardia Rural em uma formidável força militar haviam obtido êxito por causa de uma decisão política de criar um exército cubano permanente mais forte ". Alguns membros do partido moderado de Cuba, bem como alguns oficiais do exército dos Estados Unidos, temiam a formação de um exército que iria " tornar-se um instrumento político dos liberais ", mas os defensores argumentaram que a construção de uma força de combate permanente seria a única forma de garantir a estabilidade na ilha. Em 1908, Charles Edward Magoon assumiu o cargo de governador provisório de Cuba e em setembro, ele decidiu que o país estava estável o suficiente para realizar uma eleição. A eleição regional ocorreu em 25 de maio de 1908 e as eleições presidenciais em 14 de novembro, ambas foram supervisionadas pelos militares estadunidenses. O processo decorreu sem incidentes e José Miguel Gómez foi eleito, assumindo o cargo em 28 de janeiro de 1909. A eleição do presidente Gómez e a formação do exército cubano findou a necessidade de uma força de ocupação norte-americana, as tropas foram retiradas ao longo das semanas seguintes.